# Юрик Тарас Зіновійович
Тара́с Зіно́війович Ю́рик (нар. 9 грудня 1980; с. Кобилля Збаразького району Тернопільської області) — український політик. Народний депутат України 8-го скликання, член партії «Блок Петра Порошенка». Член МДО «Депутатський контроль».

## Життєпис

### Освіта
У 2002 році закінчив Тернопільську академію народного господарства (нині — Тернопільський національний економічний університет).

### Кар'єра
У 2001—2002 роках — начальник юридичного відділу ПП «Болеар МЕД» (Тернопіль).
У 2002—2003 роках — юрисконсульт Тернопільської філії АТ «Укрінбанк», у 2003—2004 роках — старший юрисконсульт.
У лютому–травні 2005 року — в. о. начальника юридичного відділу Тернопільської філії АКБ «ТАС-Комерцбанк», до 2006 року — начальник юридичного відділу.
У 2006—2010 роках — начальник Тернопільського відділення АКБ «Трансбанк», Західна регіональна філія.
У 2010—2011 роках — заступник директора Західної регіональної дирекції (начальник Тернопільського відділення) АТ «Єврогазбанк».
У 2014 році — член спостережної ради ТОВ «Протекшн-Груп».
Від 2005 року — член і співзасновник Тернопільської обласної організації «Фонд регіональних інвестиційних досліджень».

### Депутатська діяльність

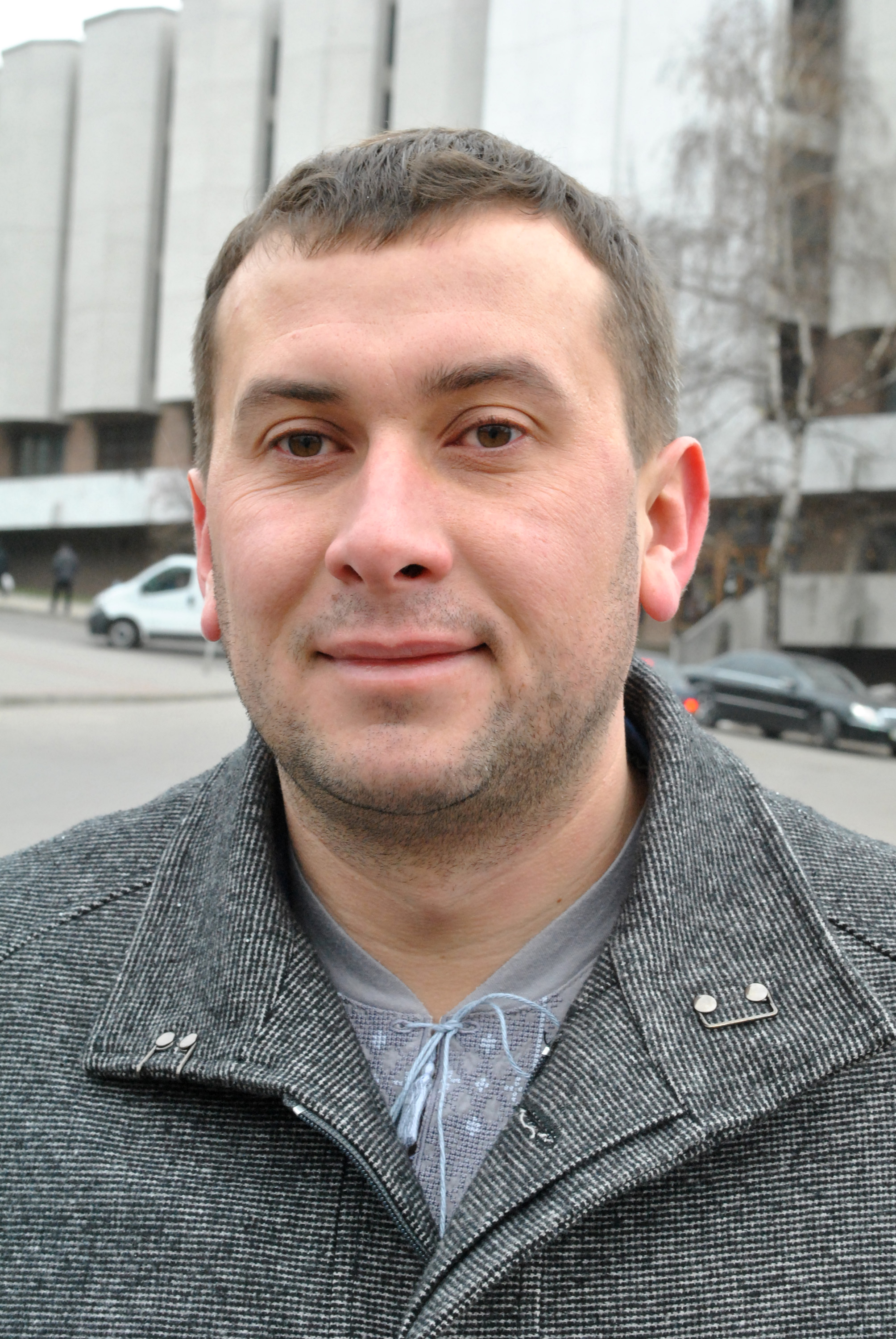
Тарас Юрик (листопад 2014)

Кандидат у народні депутати від «Блоку Петра Порошенка» у Зборівському одномандатному виборчому окрузі № 165. За результатами голосування стає народним депутатом України.
29 грудня 2014 р. у Верховній Раді України за поданням Тараса Юрика зареєстровано законопроєкт № 1677 «Про внесення доповнень до Закону України „Про авторське право та суміжні права“ (щодо свободи панорами)». Розробником проєкту є Громадська організація «Вікімедіа Україна».

### Громадська діяльність
Член Наглядової ради Тернопільського державного медичного університету імені І. Я. Горбачевського.
Від лютого 2017 — керівник громадської спілки «Федерація футболу Тернопільської області», від 22 листопада 2019 року — громадська спілка «Асоціація футболу Тернопільщини».

### Родина
Дружина — журналістка телеканалу ІНТБ Мар'яна Том'як.